# Mohammadije-je Sofla
Mohammadije-e Sofla (pers. محمديه سفلي) – wieś w zachodnim Iranie, w ostanie Hamadan. W 2006 roku miejscowość liczyła 72 osoby w 17 rodzinach.